# Richard James Cushing
Richard James Cushing (Boston, 24 agosto 1895 – Boston, 2 novembre 1970) è stato un cardinale statunitense.

## Biografia
Nacque a Boston il 24 agosto 1895.
Il 10 giugno 1939 papa Pio XII lo nomina prima vescovo ausiliare di Boston e poi, il 25 settembre 1944, arcivescovo della stessa diocesi.
Nel concistoro del 15 dicembre 1958 papa Giovanni XXIII lo elevò al rango di cardinale.
Venne soprannominato "il fabbro" per le sue modeste origini.
Amico della famiglia Kennedy, il 12 settembre 1953, presiedette il rito del matrimonio tra John Fitzgerald Kennedy, futuro Presidente degli Stati Uniti, e Jacqueline Bouvier.
Dopo l'incontro tenutosi l'11 aprile 1969 nel convento del Divino Maestro ad Ariccia, fu protagonista di una serie di strette di mano pubbliche fra alti prelati e capi della Massoneria.
L'8 settembre 1970 papa Paolo VI accetta le sue dimissioni dalla guida pastorale della sua diocesi, presentatigli per raggiunti limiti d'età nel giorno del suo 75º genetliaco.
Muore il 2 novembre 1970 all'età di 75 anni.

## Genealogia episcopale e successione apostolica
La genealogia episcopale è:
- Cardinale Scipione Rebiba
- Cardinale Giulio Antonio Santori
- Cardinale Girolamo Bernerio, O.P.
- Arcivescovo Galeazzo Sanvitale
- Cardinale Ludovico Ludovisi
- Cardinale Luigi Caetani
- Cardinale Ulderico Carpegna
- Cardinale Paluzzo Paluzzi Altieri degli Albertoni
- Papa Benedetto XIII
- Papa Benedetto XIV
- Cardinale Enrico Enriquez
- Arcivescovo Manuel Quintano Bonifaz
- Cardinale Buenaventura Córdoba Espinosa de la Cerda
- Cardinale Giuseppe Maria Doria Pamphilj
- Papa Pio VIII
- Papa Pio IX
- Cardinale Raffaele Monaco La Valletta
- Cardinale Francesco Satolli
- Cardinale William Henry O'Connell
- Cardinale Richard James Cushing

La successione apostolica è:
- Vescovo Edward Francis Ryan (1945)
- Vescovo Louis Francis Kelleher (1945)
- Cardinale John Joseph Wright (1947)
- Arcivescovo John Joseph McEleney, S.I. (1950)
- Vescovo Eric Francis MacKenzie (1950)
- Vescovo Thomas Francis Markham (1950)
- Vescovo Laurent Sahag Koguian, C.M.Vd. (1951)
- Vescovo Thomas John Feeney, S.I. (1951)
- Vescovo Jeremiah Francis Minihan (1954)
- Arcivescovo George Hamilton Pearce, S.M. (1956)
- Arcivescovo Harold William Henry, S.S.C.M.E. (1957)
- Vescovo Bernardino N. Mazzarella, O.F.M. (1957)
- Vescovo Jaime Antônio Schuck, O.F.M. (1959)
- Vescovo Thomas Joseph Riley (1959)
- Vescovo Vincent Joseph McCauley, C.S.C. (1961)
- Vescovo William John McNaughton, M.M. (1961)
- Arcivescovo Samuel Emmanuel Carter, S.I. (1966)
- Vescovo James Edward Charles Burke, O.P. (1967)
- Arcivescovo Daniel Anthony Cronin (1968)